# Casa Dolors Gili i Casanovas
La casa Dolors Gili i Casanovas és un edifici de Sitges (Garraf) inclòs a l'Inventari del Patrimoni Arquitectònic de Catalunya.

## Descripció
És un edifici entre mitgeres, de planta baixa, dos pisos i terrat. La planta baixa presenta dues obertures amb motllures trencaaigües sostingudes per permòdols decorats amb temes florals i figuratius. Al primer pis hi ha dos balcons allindats, amb barana correguda de pedra. Aquestes dues obertures també tenen trencaaigües, i els permòdols presenten una decoració figurativa amb àngels músics. Una línia d'imposta separa aquest pis del segon. En aquesta planta hi ha dues finestres dobles emmarcades en pedra i amb motllures trencaaigües. L'edifici es corona amb cornisa i barana de terrat. La cornisa és de teula i sostinguda per mènsules de fusta, i la barana del terrat combina l'obra i el ferro. Al terrat s'alça un afegit modern que trenca l'harmonia del conjunt.

## Història
Segons consta a l'Arxiu Històric Municipal de Sitges, el 27 de febrer de 1909, Dolores Gili i Casanovas va demanar permís per construir un habitatge al Passeig de la Ribera. Els plànols, signats per l'arquitecte Marcel·lí Coquillart són del 15 de febrer de 1909 i l'aprovació del projecte original, principalment al pis superior i a la planta baixa, on una finestra ha estat substituïda per una porta que serveix d'accés al restaurant-cafè "La Santa Maria".